# Amministrazione straordinaria
L'amministrazione straordinaria è una procedura concorsuale prevista dal diritto fallimentare italiano che riguarda l’insolvenza di una grande impresa commerciale.

## Storia
La normativa è stata introdotta dalla legge 3 aprile 1979, n. 95, con il fine di consentire a tali aziende la possibilità di mettere in atto attività di prosecuzione, riattivazione o riconversione dirette da un lato a favorire la conservazione del patrimonio produttivo e dall’altro, a causa delle notevoli dimensioni dell’azienda in esame, ad evitare un’espansione sistemica della crisi nel medesimo settore e in altri ad esso collegati.
La normativa è stata modificata una prima volta dal d.lgs 8 luglio 1999, n. 270 e successivamente dalla legge 18 febbraio 2004, n. 39  - di conversione del decreto legge 23 dicembre 2003, n. 347 - che introdusse la disciplina per le imprese di grandi dimensioni, che rappresentano concrete prospettive di ristrutturazione economica e finanziaria. La disciplina è stata in ultimo modificata dal "Codice della crisi d'impresa e dell'insolvenza" di cui al d.lgs. 14 gennaio 2019, n. 14.

## Presupposti
La disciplina è riservata alle imprese commerciali, anche individuali, soggette al fallimento, che presentano i presupposti degli artt. 2 e 27 del decreto legislativo 270/1999, ovvero:
- un numero di dipendenti subordinati non inferiore a duecento da almeno un anno;
- l’ammontare dei debiti non sia inferiore ai due terzi, sia del totale dell’attivo dello stato patrimoniale, sia dei ricavi annuali delle vendite e delle prestazioni dell’ultimo esercizio;
- la sussistenza di uno stato d’insolvenza
- concrete prospettive di recupero dell’equilibrio economico.

Sul punto è necessario precisare che molto dibattuta è la questione relativa al concetto d’insolvenza in rapporto con quello previsto dall’art. 5 legge fallimentare.
L’opinione maggioritaria ritiene che l’insolvenza richiesta dal decreto legislativo 270/1999 si sostanzia in una situazione di crisi superabile mediante un adeguato piano di risanamento ed un ripristino dell’equilibrio economico-finanziario che possa consentire la conservazione del patrimonio produttivo ed il salvataggio dell’impresa nel mercato, e non può essere analoga a quella posta a fondamento del fallimento, invece irreversibile.
Gli effetti della sentenza dichiarativa dello stato di insolvenza differiscono, per certi aspetti, da quelli previsti nella procedura fallimentare.
La posizione dell’imprenditore insolvente, nel periodo di osservazione, è analoga a quella del debitore ammesso al concordato preventivo. Lo stesso, infatti, non viene spossessato dell’amministrazione e della disponibilità del suo patrimonio, ma vede soltanto ridimensionata la sua autonomia gestoria la quale continua sotto la vigilanza del commissario giudiziale. L’affidamento della gestione al commissario giudiziale da parte del Tribunale è eventuale e può essere attribuita mediante la sentenza dichiarativa dello stato d’insolvenza oppure successivamente con decreto.
Sul versante creditorio gli effetti della sentenza dichiarativa dello stato d’insolvenza sono:
- l’impossibilità di iniziare o proseguire azioni esecutive individuali;
- l’impossibilità di acquisire diritti di prelazione, salvo autorizzazione del giudice delegato;
- l’inopponibilità ai terzi degli atti compiuti successivamente alla dichiarazione dello stato d’insolvenza;
- l’apertura del concorso fra i creditori e vincolo all’accertamento concorsuale dei crediti;
- l’interruzione del decorso delle prescrizioni e non verificarsi delle decadenze;
- per i crediti pecuniari: sospensione degli interessi, scadenza istantanea ai fini processuali, inclusione nel concorso di crediti condizionali;
- per i crediti infruttiferi: ammissione per l’intero e sconto in sede di riparto;
- equiparazione della sentenza dichiarativa al pignoramento.

## Gli organi

### Il tribunale competente
La sezione fallimentare del tribunale ordinario competente è l'organo cui spetta la dichiarazione dello stato d’insolvenza dell’azienda in crisi. Esso vi provvede su iniziativa degli stessi soggetti legittimati a chiedere la dichiarazione di fallimento ai sensi dell’art. 3 legge fallimentare ovvero dell’imprenditore stesso, dei creditori e del pubblico ministero. La sentenza è comunicata e resa pubblica con le stesse modalità previste per la dichiarazione di fallimento ed è inoltre comunicata entro tre giorni al Ministero dello sviluppo economico. Al tribunale compete inoltre:
- la competenza a conoscere di tutte le azioni che derivano dalla procedura in esame;
- la nomina di uno o tre commissari giudiziali su indicazione del Ministero dello sviluppo economico o, in caso di inerzia, di sua iniziativa;
- la nomina del giudice delegato;
- l’ordine di deposito dei bilanci e delle scritture contabili;
- la fissazione della data dell’udienza di verifica dello stato passivo.

### Il commissario giudiziale
Viene nominato un commissario giudiziale dal tribunale su indicazione del Ministero dello sviluppo economico. L’organo può essere formato da uno o tre commissari, in tale ultimo caso, la rappresentanza è esercitata da almeno due di essi.
Ad esso spetta la gestione dell’impresa per tutto il periodo di osservazione della stessa ed è pubblico ufficiale per quanto attiene l’esercizio delle funzioni conferite. Inoltre, al termine del periodo di osservazione, è tenuto a redigere e presentare al Tribunale una dettagliata relazione sulle cause del dissesto e sull’esistenza delle condizioni di recupero sulla base della quale il Tribunale deciderà se optare per l’apertura della procedura di amministrazione straordinaria oppure dichiarare il fallimento della società.

### Commissario straordinario
Il commissario straordinario è l’organo deputato alla gestione dell’impresa in crisi per tutto il periodo della procedura.
Nominato dal MISE o, in caso di inerzia, dal Tribunale competente entro 5 giorni dalla comunicazione del decreto che dichiara aperta la procedura, i quali possono attribuire tale carica agli stessi commissari giudiziali nominati in sede di osservazione, ha come funzione primaria quella di presentare, entro i sessanta giorni successivi al decreto di apertura della procedura, un programma sulla cui base verrà svolta l’amministrazione della società in crisi.
Ad esso spetta la gestione dell’impresa e l’amministrazione dei beni dell’imprenditore insolvente. L’amministrazione avviene sotto il controllo del Ministero dello sviluppo economico il quale, ai sensi dell’art. 42 D. lgs n. 270/1999, deve essere interpellato e fornire la propria autorizzazione ogni qualvolta il commissario straordinario è chiamato ad adottare:
- gli atti di alienazione e di affitto di aziende e rami di azienda;
- gli atti di alienazione e di locazione di beni immobili e di costituzione di diritti reali sui medesimi;
- gli atti di alienazione di beni mobili in blocco, di costituzione di pegno e le transazioni, se di valore indeterminato o superiore a 2.065.682,76 euro.

La mancanza di autorizzazione non rende l’atto nullo, ma solo annullabile. Il potere di compiere tali atti, infatti, non viene attribuito dal Ministero al Commissario Straordinario, ma è un potere che gli appartiene originariamente.
Da ultimo redige ogni sei mesi una relazione sulla situazione patrimoniale dell’impresa e sull’andamento della gestione che viene inviata al Ministero dello sviluppo economico al fine di permettere il monitoraggio sulla gestione.
Il MISE, infatti, sulla base delle informazioni e del monitoraggio svolto oppure su proposta del comitato di sorveglianza può revocare il commissario straordinario in ogni tempo laddove ne ravvisa la necessità.

### Il comitato di sorveglianza
Il comitato di sorveglianza viene nominato entro 15 giorni dalla nomina del commissario straordinario dal MISE ed è composto da tre a cinque membri di cui rispettivamente uno o due chirografari.
L’organo svolge preminentemente una funzione consultiva in quanto è chiamato a pronunciarsi mediante pareri sugli atti del commissario nei casi previsti ed in ogni altro caso in cui il Ministero dello sviluppo economico lo ritenga opportuno.
Il comitato, inoltre, ha poteri d’ispezione dei documenti contabili e i documenti della procedura ed inoltre può chiedere chiarimenti al commissario straordinario e all’imprenditore stesso.

## Lo svolgimento
La procedura è definita mista perché prevede l’intervento sia dell’autorità giudiziaria che di quella amministrativa (MISE), ed è suddivisibile in due fasi: una di osservazione giudiziale e una di esecuzione del programma in seguito all’ammissione alla procedura di amministrazione straordinaria.
La prima fase si apre con la sentenza dichiarativa dello stato di insolvenza emanata dal Tribunale del luogo in cui l’azienda ha sede con contestuale nomina di 1 o 3 commissari giudiziali su indicazione del MISE.
Ad essa segue un periodo di osservazione da parte del commissario giudiziale della durata di circa 70 giorni volto a verificare se sussistono possibilità di risanamento per l’impresa. All’esito della quale, il Tribunale, nell’ipotesi in cui non vi siano possibilità di recupero dell’attività produttiva e sulla base della relazione stilata dal commissario giudiziale ed un parere del MISE, è tenuto a dichiarare con sentenza il fallimento.
Di contro, nel caso in cui si siano state riscontrate concrete prospettive di risanamento dell’equilibrio economico delle attività imprenditoriali, il Tribunale, con decreto motivato, ammette la stessa alla procedura di amministrazione straordinaria, la quale verrà gestita sulla base di un programma che il commissario straordinario è tenuto a redigere entro i sessanta giorni successivi al decreto di apertura della procedura.
Sul punto è necessario precisare che, con il fine di limitare un eccesso di discrezionalità, il D.lgs. n. 270/1999 ha voluto delimitare il tipo di interventi possibili per tale recupero.
L’art. 27 individua due tipi di programmi sulla cui base tentare il recupero della produttività dell’azienda in crisi:
- un programma di cessione dei complessi aziendali, da realizzare a seguito della prosecuzione dell’esercizio dell’impresa per un periodo non superiore ad un anno in cui è possibile il soddisfacimento non integrale dei creditori;
- un programma di ristrutturazione, sulla base di un'attività di risanamento di durata non superiore a due anni, in cui diversamente è previsto il soddisfacimento integrale dei creditori dell’impresa .

Il programma è redatto sotto la vigilanza del Ministero dello sviluppo economico ed in conformità degli indirizzi di politica industriale dal medesimo adottati in modo da salvaguardare l’unità operativa dei complessi aziendali dell’impresa cedente e dell’impresa cessionaria tenuto conto degli interessi dei creditori, nonché, conformarsi alle disposizioni ed orientamenti dell’Unione Europea in materia di aiuti di Stato per il salvataggio delle imprese in difficoltà. Il programma deve indicare:
- il piano per l’eventuale liquidazione dei beni non funzionali all’esercizio dell’impresa;
- le previsioni economiche e finanziarie connesse alla prosecuzione dell’impresa, quale che sia il programma;
- i modi della copertura del fabbisogno finanziario, con specificazione dei finanziamenti e delle altre agevolazioni pubbliche di cui è prevista l’utilizzazione;
- i costi generali e specifici complessivamente stimati per l’attuazione della procedura con esclusione del compenso dei commissari e del comitato di sorveglianza.

## Gli effetti
L’ammissione alla procedura straordinaria produce determinati effetti. In primo luogo, per quanto concerne i creditori, vige a carico di quest’ultimi il divieto di azioni esecutive individuali. Tale divieto è assoluto e non presenta eccezioni, differentemente da quanto previsto in caso di fallimento da leggi speciali come quella a favore delle operazioni di credito fondiario.
Inoltre, le azioni revocatorie possono essere esperite dal commissario straordinario solo se quest’ultimo abbia posto in essere un programma di cessione dei complessi aziendali. Con riferimento ai contratti in corso di svolgimento, l’art 50 dlgs n. 270/1999, con il fine di agevolare la prosecuzione ed il risanamento dell’attività di impresa, prevede la prosecuzione degli stessi fino a quando il commissario non decide di scioglierli o subentrare.
Da ultimo i crediti dei terzi derivanti dalla prosecuzione dei contratti in corso, nonché tutti i crediti sorti per la continuazione dell’esercizio dell’impresa e la gestione del patrimonio del debitore sono soddisfatti in prededuzione anche nell’ipotesi in cui la procedura si converta in fallimento.

## Cessazione della procedura
L’amministrazione straordinaria può concludersi con esiti differenti.
Da un lato può cessare per conversione in fallimento e dall’altro, al contrario, può terminare con la chiusura della procedura e il ritorno in bonis dell’impresa.
La prima ipotesi si verifica nel corso della procedura allorquando il commissario straordinario si rende conto che la medesima non può essere più proseguita. Inoltre, la conversione può essere disposta ogni qual volta, al termine prescritto dalla legge per l’esecuzione del programma di cessione e di ristrutturazione, rispettivamente la cessione non si è conclusa oppure l’impresa non è stata in grado di soddisfare le proprie obbligazioni e rilanciarsi.
La chiusura dell’amministrazione straordinaria può verificarsi anche dopo che lo stato passivo è stato reso esecutivo mediante un concordato proposto da un terzo o dall'imprenditore. Esso deve essere autorizzato dal Ministero dello sviluppo economico e soggetto alla stessa disciplina del concordato fallimentare previste nelle ipotesi di liquidazione coatta amministrativa.
Da ultimo la cessazione della procedura può avvenire in seguito al verificarsi di una delle cause previste dall’art 74 d.lgs n. 270/99:
- mancata presentazione delle domande di insinuazione al passivo;
- recupero da parte dell’imprenditore della capacità di soddisfare le proprie obbligazioni;
- in caso di programma di cessione, quando tutti i debiti sono stati pagati od estinti in altro modo e sono stati pagati i compensi degli organi della procedura;
- quando è comunque compiuta la ripartizione finale dell’attivo.

## Riferimenti normativi
- Decreto legislativo 8 luglio 1999, n. 270 - Nuova disciplina dell'amministrazione straordinaria delle grandi imprese in stato di insolvenza, a norma dell'articolo 1 della legge 30 luglio 1998, n. 274
- Decreto-legge 30 gennaio 1979, n. 26 - Provvedimenti urgenti per l'amministrazione straordinaria delle grandi imprese in crisi.
- Legge 3 aprile 1979, n. 95 - Conversione in legge, con modificazioni, del decreto-legge 30 gennaio 1979, n. 26, concernente provvedimenti urgenti per l'amministrazione straordinaria delle grandi imprese in crisi.